# Nicolaas
Nicolaas ist ein männlicher Vorname.

## Herkunft und Bedeutung
Der Name ist die niederländische Form des Namens Nikolaus.

## Bekannte Namensträger
- Nicolaas Beets (1814–1903), niederländischer Theologe und Schriftsteller
- Nicolaas Meyndertsz van Blesdijk (1520–1584), Vertreter der reformatorischen Täuferbewegung
- Nicolaas Bloembergen (1920–2017), US-amerikanischer Physiker
- Nicolaas Govert de Bruijn (1918–2012), niederländischer Mathematiker
- Nicolaas Laurens Burman (1734–1793), niederländischer Botaniker
- Nicolaas Claesen (* 1962), ehemaliger belgischer Fußballnationalspieler
- Nicolaas Cortlever (1915–1995), niederländischer Schachspieler
- Nicolaas Dedel (1597–1646), niederländischer Rechtswissenschaftler
- Nicolaas Diederichs (1903–1978), südafrikanischer Politiker
- Nicolaas I van Eyck (1617–1679), flämischer Porträt- und Genremaler
- Nicolaas Cornelis de Fremery (1770–1844), niederländischer Mediziner, Pharmakologe, Zoologe und Chemiker
- Nicolaas Henneman (1813–1898), niederländischer Fotograf
- Nicolaas Hoogvliet (1729–1777), niederländischer reformierter Theologe
- Nicolaas Marinus Hugenholtz (* 1924), niederländischer theoretischer Physiker
- Nicolaas Christiaan Kist (1793–1859), niederländischer reformierter Theologe und Kirchenhistoriker
- Nicolaas Kruik (1678–1754), niederländischer Wasserbauingenieur, Feldmesser und Kartograf
- Nicolaas Kuiper (1920–1994), niederländischer Mathematiker
- Nicolaas Nelleman (1722–1805), altkatholischer Bischof von Deventer
- Nicolaas Frederik Neuwahl (* 1944), niederländischer Spieleautor
- Nicolaas van Nieuwland (1510–1580), niederländischer römisch-katholischer Bischof
- Nicolaas Niehoff (~1525–~1604), deutsch-niederländischer Orgelbauer
- Nicolaas Paradijs (1740–1812), niederländischer Mediziner
- Nicolaas Pierson (1839–1909), niederländischer Handelsmann, Banker und Politiker
- Nicolaas Pieneman (1809–1860), niederländischer Maler
- Nicolaas Wilhelmus Posthumus (1880–1960), niederländischer Wirtschaftshistoriker
- Nicolaas Prins (1858–1916), alt-katholischer Bischof von Haarlem
- Nicolaas Wilhelm Pieter Rauwenhoff (1826–1909), niederländischer Biologe
- Herman Nicolaas Ridderbos (1909–2007), niederländischer evangelisch-reformierter Theologe
- Nicolaas Adrianus Rupke (* 1944), niederländischer Wissenschaftshistoriker
- Nicolaas Smallenburg (1761–1836), niederländischer Rechtswissenschaftler
- Nicolaas Struyck (1686–1769), niederländischer Mathematiker, Astronom und Geograph
- Nicolaas van der Waay (1855–1936), niederländischer Aquarellmaler
- Nicolaas Witsen (1641–1717), niederländischer Bürgermeister und Regent von Amsterdam